# 里德山
66°57′S 52°15′E / 66.950°S 52.250°E
里德山是南極洲的山峰，位於恩德比地，屬於圖拉山脈的一部分，處於哈維冰原島峰和基瑟山之間，該山峰根據澳大利亞探險隊的空中照片被繪入地圖，以莫森站的無線電報員命名。